# Савойка Теодор
Савойка Теодор (16 лютого 1866, Любича Князі — 14 липня 1942, Бірча) — греко-католицький священник, парох у Селиськах, і громадський діяч, довголітній організатор Посяння (Березівщина), член-засновник Української національно-демократичної партії.

## Життєпис
Народився в Любичі-Князі в родині Антона і Євдокії (з роду Швець). Закінчив Львівську академічну гімназію (1887), Перемиську духовну семінарію і 27 грудня 1891 року в Перемиській катедрі отримав священничі свячення з рук Кир Юліяна Пелеша. Був одружений з Марією, донькою пароха Любичі-Князі о. Івана Лазора.
Служив адміністратором і сотрудником у селах Милків на Чесанівщині (1892—1894), Гребенне Рава-Руського деканату (1894—1895), Тартаків Сокальського деканату (1895—1897), Вербиця (1897—1898), Вороблячин (1898—1899), Любича Князі (1899—1900) — всі на Равщині.
У 1901 році отримав парохію в с. Селиська Березівського повіту, де служив до 1939 року. В Селиськах провадив активну громадську працю. Заснував читальню «Просвіти», кооператив, «Союз українок»; побудував приходство, муровану церкву в дочірньому селі Володж. При церкві заснував Братство Найсвятіших Тайн. Народний дім для «Просвіти» звів на церковному ґрунті. Також активно розбудовував громадське життя у Володжі, Порубах і Гуті.
Член-засновник Української національно-демократичної партії (1899), член Наукового товариства ім. Шевченка (1907).
У 1914 р. ув'язнений у Талергофі разом з синами Романом та Любомиром; звільнений за клопотанням Української парламентарної репрезентації. До липня 1916 року був духівником у віденському шпиталі, згодом військовий капелан (служив на італійському, румунському, сербському фронтах).
На початку Другої світової війни перебував на території, зайнятій німцями (міста Динів, Ряшів).
Помер у містечку Бірча Перемишльського повіту 14 липня 1942 року. Похований у Бірчі 17 липня при великому здвизі народу, в присутності канцлера Апостольської адміністрації Лемківщини о. Якова Білоскурського і 14 інших священиків.

### Автор
- «Проповіді на неділі» (1900),
- «Проповіді на свята» (1910),
- «Гомілійні науки» (1924).
- «Наша молодь» (1932).